# Mihai Viteazu (okręg Marusza)
Mihai Viteazu – wieś w Rumunii, w okręgu Marusza, w gminie Saschiz. W 2011 roku liczyła 322 mieszkańców.